# 5176 Yoichi
Az 5176 Yoichi (ideiglenes jelöléssel 1989 AU) a Naprendszer kisbolygóövében található aszteroida. Ueda Szeidzsi és Kaneda Hirosi fedezte fel 1989. január 4-én.